# Anogramma osteniana
Anogramma osteniana là một loài thực vật có mạch trong họ Adiantaceae. Loài này được Dutra miêu tả khoa học đầu tiên năm 1933.